# Shahrestān-e Bostānābād
Shahrestān-e Bostānābād (persiska: شهرستان بستان آباد, بستان آباد) är en delprovins (shahrestan) i Iran.   Den ligger i provinsen Östazarbaijan, i den nordvästra delen av landet, 500 km nordväst om huvudstaden Teheran.
Delprovinsen hade 94 769 invånare 2016.